# جان ریچی
جان فرانسیسکو ریچی (متولد ۱۰ مارس ۱۹۳۱) رمان‌نویس، مقاله‌نویس، خاطره نویس، نمایشنامه‌نویس و منتقد ادبی آمریکایی است. وی در رمان‌های خود، درمورد سایر موضوعات، مانند فرهنگ همجنسگرایان در لس آنجلس و آمریکای وسیع مطالب زیادی نوشته و از پیشگامان ادبیات دگرباشان مدرن است. شهر شب، اولین رمان او که در سال ۱۹۶۳ منتشر شد، پرفروش‌ترین رمان او بود. او با تکیه بر پیشینه خود، به ادبیات چیکانو کمک کرده‌است، به ویژه با رمان "روز معجزه آسای آمالیا گومز"، که در چندین دوره ادبیات چیکانو در سراسر ایالات متحده تدریس شده‌است.

## زمینه
ریچی در ۱۰ مارس ۱۹۳۱ در ال پاسو، تگزاس متولد شد. او کوچکترین فرزند از میان پنج فرزندی بود که از گوادالوپه و روبرتو سیکسو ریچی متولد شد. پدر و مادر ریچی هر دو بومی مکزیک بودند. پدرش از نژاد اسکاتلندی بود.
وی لیسانس انگلیسی خود را از کالج وسترن تگزاس (دانشگاه فعلی تگزاس در ال پاسو) دریافت کرد و در آنجا به عنوان سردبیر روزنامه کالج مشغول به کار شد.
پس از فارغ‌التحصیلی از دانشگاه، ریچی در ارتش آمریکا ثبت نام کرد. وی برای ثبت نام به عنوان دانشجوی تحصیلات تکمیلی در دانشگاه کلمبیا از ارتش زودهنگام مرخص شد. او با ارسال رمان منتشر نشده‌ای که با عنوان پابلو نوشته بود، برای پذیرش در کلاس نویسندگی خلاق که توسط رمان‌نویس، پرل اس باک تدریس می‌شد، اقدام کرد. در حالی که درخواست وی برای کلاس باک پذیرفته نشده بود، ریچی در کلاسهای نویسندگی هیرام هایدن، سردبیر ارشد در راندوم هاوس، در مدرسه جدید تحقیقات اجتماعی پذیرفته شد.
شورش کوپر دونات در سال ۱۹۵۹ در لس آنجلس اتفاق افتاد، لزبینها، گیها، تراجنسیتیها و درگ کویینهایی که در کوپر بودند و اغلب توسط اداره پلیس لس آنجلس مورد آزار و اذیت قرار می‌گرفتند، پس از دستگیری سه نفر از جمله ریچی توسط پلیس، شروع به مبارزه با پلیس کردند، مراجعین با دونات و فنجان قهوه شروع به ضرب و شتم پلیس کردند. اداره پلیس خواستار نیروی پشتیبان شد و تعدادی از شورش کنندگان را دستگیر کرد، با این حال ریچی و دو بازداشت شده اصلی دیگر توانستند فرار کنند. او بعداً در این مورد در شهر شب نوشت.

## حرفه ادبی
اولین اثر منتشر شده ریچی، رمان عمدتاً زندگی‌نامه شهر شب، بود که اولین بار در اکتبر ۱۹۶۳ منتشر شد. علی‌رغم نقدهای عمدتاً منفی کتاب در زمان انتشار، شهر شب به یک کتاب پرفروش بین‌المللی تبدیل شد.
علاوه بر دوازده رمانی که تا به امروز نوشته، ریچی مقاله‌ها و نقدهای ادبی زیادی را در نشریات مختلف از جمله ملت ، نیویورک ریویو، لس آنجلس تایمز، نشریه هفتگی لس آنجلس، صدای دهکده، مجله نیویورک تایمز ،بررسی همیشه سبز و مرور شنبه منتشر کرده‌است. بسیاری از این نوشته‌ها در انتشارات او ،زیر پوست، در سال ۲۰۰۴ گلچین شد. او همچنین سه نمایشنامه، ببرهای وحشی (اولین بار به عنوان فرشته چهارم اجرا شد و براساس رمان ریچی با این عنوان ساخته شده‌است)، راشس (بر اساس رمان خود با همین عنوان) و مامان همان‌طور که او شد - نه آنطور که بود،هم نوشته‌است.
ایمی هارمون، روزنامه‌نگار، در مقاله ای در نیویورک تایمز در سال ۲۰۰۴ گزارش داد، که ریچی، در میان چندین نویسنده دیگر، با نام مستعار، خواننده ای از شیکاگو، و به صورت ناشناس به کتاب‌های خود در Amazon.com بالاترین رتبه را می‌داده‌است. ریچی در این باره با خنده می‌گوید: «وقتی ستاره‌ها به معنای فروش بیشتر هستند، آن را وسیله ای برای بقا می داند.»

## جوایز، افتخارات و تقدیرها
ریچی اولین داستان‌نویسی است که جایزه یک عمر دستاورد مرکز خودکار ایالات متحده (PEN USA) در سال ۱۹۹۷ را دریافت کرده‌است. او دریافت کننده جایزه بیل وایتهد برای یک عمر موفقیت از انتشارات مثلث در سال ۱۹۹۹ نیز بوده‌است، و یکی از اعضای موقوفه ملی هنرها است. وی عضو هیئت علمی برنامه کارشناسی ارشد نوشتن در دانشگاه کالیفرنیای جنوبی است. او اولین دریافت کننده جایزه قهرمان فرهنگ مجله یک (ONE) است.
وی در مراسم سی امین جایزه ادبی لامبدا در سال ۲۰۱۸، جایزه ادبی لامبدا در بخش داستان همجنسگرایان برای داستان " پس از ساعت آبی" برنده شد.

## میراث
نویسندگان مایکل کانینگهام، کیت براورمان، ساندرا تسینگ لو و جینا بی نهایی قبل از اینکه نویسنده شوند، از دانشجویان کلاس‌های نوشتن خلاق ریچی بودند.
دیوید هاکنی، هنرمند پاپ نقاشی، تابلوهای ساختمان نقاشی و میدان پرشینگ، لس آنجلس را با الهام از یک قسمت در شهر شب خلق کرده‌است.
آهنگ اعداد (Numbers) در سال ۱۹۸۳ از رمانی با همین عنوان نوشته ریچی در سال ۱۹۶۷ الهام گرفته شده‌است.
CD-ROM(مجموعه ای از عکس‌ها، فیلم‌ها، اسناد و…) از زندگی و کار ریچی توسط مرکز ارتباطات آننبرگ تولید شده و عنوان آن رازها و آرزوها: جستجو در جهان جان ریچی است.

## کتابشناسی - فهرست کتب

### رمان‌ها
- شهر شب (گرو پرس، ۱۹۶۳)
- اعداد (گرو پرس، ۱۹۶۷)
- مرگ این روز (گرو پرس، ۱۹۶۹)
- خون‌آشام‌ها (گرو پرس، ۱۹۷۱)
- فرشته چهارم (وایکینگ، ۱۹۷۲)
- راشس (گرو پرس، ۱۹۷۹
- بدن و روح (کارول و گراف، ۱۹۸۳)
- دختر مریلین (کارول و گراف، ۱۹۸۸)
- روز معجزه آسای آمالیا گومز (گذرگاه، ۱۹۹۱)
- بانوی ما از بابل (گذرگاه، ۱۹۹۶)
- آینده شب (گرو پرس، ۱۹۹۹)
- زندگی و ماجراهای لایل کلمنس (گرو پرس، ۲۰۰۳)
- بعد از ساعت آبی (گرو پرس، ۲۰۱۷)
- پابلو (مطبوعات عمومی هنر، ۲۰۱۸)

### غیر داستانی
- قانون شنی جنسی (گرو پرس، ۱۹۷۷)
- زیر پوست (کارول و گراف، ۲۰۰۴)
- دربارهٔ زندگی من و زن محفوظ (گرو پرس، ۲۰۰۸) (خاطرات)